# ريتشارد سافاج
ريتشارد سافاج (10 ديسمبر 1955 - ) (بالإنجليزية: Richard Savage)‏ هو لاعب كريكت بريطاني.